# Yazan Al-Naimat
Yazan Abdallah Ayed Al-Naimat (tiếng Ả Rập: يزن عبدالله عايد نعيمات; sinh ngày 4 tháng 6 năm 1999 tại Wadi Al-Seer, Jordan) là một cầu thủ bóng đá người Jordan chơi ở vị trí tiền đạo cho câu lạc bộ Al Ahli tại Giải bóng đá vô địch quốc gia Qatar và đội tuyển bóng đá quốc gia Jordan.

## Sự nghiệp câu lạc bộ

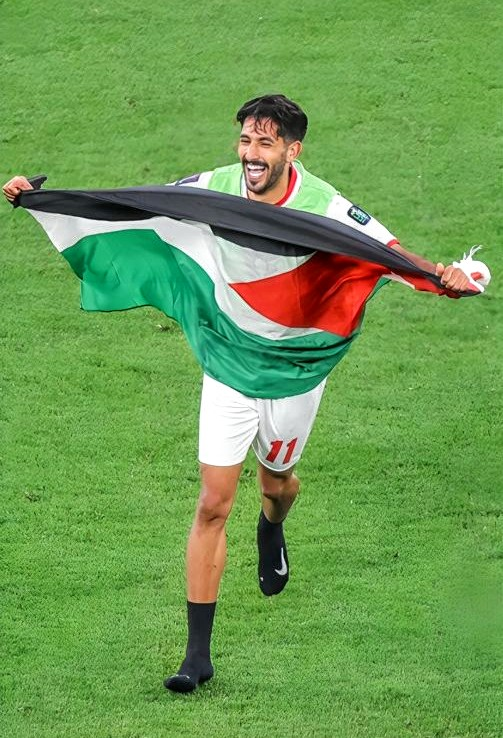
Yazan Al-Naimat cầm quốc kỳ Jordan ăn mừng sau chiến thắng trước Hàn Quốc tại bán kết Cúp bóng đá châu Á 2023.

Yazan Al-Naimat từng thi đấu cho đội trẻ của Sahab. Năm 2018, anh thi đấu lên đội 1 và có trận ra mắt giải vô địch quốc gia Jordan khi mới 19 tuổi. Tại Giải bóng đá chuyên nghiệp Jordan 2021, anh ghi 21 bàn thắng và trở thành cầu thủ ghi bàn nhiều thứ hai giải đấu.
Năm 2021, bất chấp lời chiêu mộ từ các câu lạc bộ châu Âu, anh quyết định thi đấu cho Al Ahli, với bản hợp đồng có thời hạn 2,5 năm với mức lương định giá 245.000 euro. Anh có trận đấu ra mắt Al-Ahli và có được một pha kiến tạo trong thắng lợi tối thiểu 1–0 trước Qatar SC. Một tuần sau, anh ghi bàn thắng đầu tiên cho Al-Ahli trong chiến thắng 1–0 trước Umm Salal.

## Sự nghiệp quốc tế
Tại Giải vô địch bóng đá U-23 Tây Á 2021, anh cùng đội tuyển U-23 Jordan giành chức vô địch giải đấu; ghi được 2 bàn thắng trong đó có 1 bàn thắng ở trận chung kết và nhận danh hiệu cầu thủ xuất sắc nhất giải đấu. Anh có trận ra mắt đội tuyển Jordan trong thắng lợi 2–0 trước Tajikistan trong một trận giao hữu vào tháng 2 năm 2021. Cuối năm đó, anh được triệu tập lên đội tuyển Jordan tham dự Giải vô địch bóng đá các quốc gia Ả Rập 2021. Tại giải đấu này, anh ghi được 2 bàn thắng ở vòng bảng, giúp Jordan giành vé vào vòng tứ kết. Tại vòng tứ kết, anh ghi được một pha lập công trong trận thua 1–3 trước đội tuyển Ai Cập; sau đó, anh được nhận danh hiệu Chiếc giày đồng. Vào tháng 1 năm 2024, anh được triệu tập lên đội tuyển Jordan tham dự Cúp bóng đá châu Á 2023 được tổ chức tại Qatar. Trong trận bán kết của giải đấu, anh cùng với Musa Al-Taamari ghi hai bàn thắng giúp Jordan đè bẹp Hàn Quốc với tỷ số 2–0, qua đó giúp Jordan có lần đầu tiên giành vé thi đấu trận chung kết trong lịch sử các kỳ Cúp bóng đá châu Á.

## Bàn thắng quốc tế
Tỷ số và kết quả liệt kê số bàn thắng mà Jordan ghi được, cột trước là biểu thị số bàn thắng của Al-Naimat.
| Bàn thắng | Ngày                 | Địa điểm                                         | Đối thủ     | Tỷ số | Kết quả | Giải đấu                                  |
| --------- | -------------------- | ------------------------------------------------ | ----------- | ----- | ------- | ----------------------------------------- |
| 1         | 30 tháng 3 năm 2021  | Sân vận động quốc gia Bahrain, Riffa, Bahrain    | Bahrain     | 2–0   | 2–1     | Giao hữu                                  |
| 2         | 7 tháng 12 năm 2021  | Sân vận động 974, Doha, Qatar                    | Palestine   | 4–1   | 5–1     | Cúp bóng đá các quốc gia Ả Rập 2021       |
| 3         | 7 tháng 12 năm 2021  | Sân vận động 974, Doha, Qatar                    | Palestine   | 5–1   | 5–1     | Cúp bóng đá các quốc gia Ả Rập 2021       |
| 4         | 11 tháng 12 năm 2021 | Sân vận động Al Janoub, Al Wakrah, Qatar         | Ai Cập      | 1–0   | 1–3     | Cúp bóng đá các quốc gia Ả Rập 2021       |
| 5         | 11 tháng 6 năm 2022  | Sân vận động Jaber Al-Ahmad, Kuwait City, Kuwait | Indonesia   | 1–0   | 1–0     | Vòng loại AFC Asian Cup 2023              |
| 6         | 23 tháng 9 năm 2022  | Sân vận động Nhà vua Abdullah II, Amman, Jordan  | Syria       | 2–0   | 2–0     | Giải bóng đá giao hữu quốc tế Jordan 2022 |
| 7         | 28 tháng 3 năm 2023  | Sân vận động Saoud bin Abdulrahman, Doha, Qatar  | Philippines | 3–0   | 4–0     | Giao hữu                                  |
| 8         | 13 tháng 10 năm 2023 | Sân vận động quốc tế Amman, Amman, Jordan        | Iran        | 1–2   | 1–3     | Giải bóng đá giao hữu quốc tế Jordan 2023 |
| 9         | 17 tháng 10 năm 2023 | Sân vận động quốc tế Amman, Amman, Jordan        | Iraq        | 1–0   | 2–2     | Giải bóng đá giao hữu quốc tế Jordan 2023 |
| 10        | 17 tháng 10 năm 2023 | Sân vận động quốc tế Amman, Amman, Jordan        | Iraq        | 2–2   | 2–2     | Giải bóng đá giao hữu quốc tế Jordan 2023 |
| 11        | 16 tháng 11 năm 2023 | Sân vận động Pamir, Dushanbe, Tajikistan         | Tajikistan  | 1–1   | 1–1     | Vòng loại FIFA World Cup 2026             |
| 12        | 5 tháng 1 năm 2024   | Sân vận động Thani bin Jassim, Al Rayyan, Qatar  | Qatar       | 1–1   | 2–1     | Giao hữu                                  |
| 13        | 20 tháng 1 năm 2024  | Sân vận động Al Thumama, Doha, Qatar             | Hàn Quốc    | 2–1   | 2–2     | AFC Asian Cup 2023                        |
| 14        | 29 tháng 1 năm 2024  | Sân vận động quốc tế Khalifa, Al Rayyan, Qatar   | Iraq        | 1–0   | 3–2     | AFC Asian Cup 2023                        |
| 15        | 6 tháng 2 năm 2024   | Sân vận động Ahmad bin Ali, Al Rayyan, Qatar     | Hàn Quốc    | 1–0   | 2–0     | AFC Asian Cup 2023                        |
| 16        | 10 tháng 2 năm 2024  | Sân vận động Lusail, Lusail, Qatar               | Qatar       | 1–1   | 1–3     | AFC Asian Cup 2023                        |
| 17        | 26 tháng 3 năm 2024  | Sân vận động Quốc tế Amman, Amman, Jordan        | Pakistan    | 2–0   | 7–0     | Vòng loại FIFA World Cup 2026             |
| 18        | 6 tháng 6 năm 2024   | Sân vận động Quốc tế Amman, Amman, Jordan        | Tajikistan  | 2–0   | 3–0     | Vòng loại FIFA World Cup 2026             |

## Danh hiệu
U-23 Jordan
- Giải vô địch bóng đá U-23 Tây Á: 2021

Jordan
- Á quân Cúp bóng đá châu Á: 2023

Danh hiệu cá nhân
- Chiếc giày đồng Giải vô địch bóng đá các quốc gia Ả Rập: 2021[6]
- Cầu thủ xuất sắc nhất Giải vô địch bóng đá U-23 Tây Á: 2021